# 따오이족
따오이족(Ta Oi, Tà Ôi)은 베트남(1999년 기준 34,960명)과 라오스의 민족이다.
따오이족은 몬크메르어족의 따오이어를 사용한다. 이들은 베트남의 후에시의 알르어이현과 꽝찌성의 흐엉호아현, 그리고 라오스 남부의 살라완주의 므앙 따오이현에 집중되어 있다.

## 문화
따오이족은 몬크메르어족 계열의 언어를 사용하며, 베트남의 토착민족 중 하나로 간주된다. 떠오이족은 스스로를 따오이흐(Taoih)라고 부르거나, 때로는 따우옷(Ta Uot)라고 부르기도 하며, 파코 방계 집단은 깐뚜아(Can Tua)나 깐땅(Can Tang)이라고 부르기도 하는데, 이것은 "고원"을 뜻한다.
1999년 4월 1일 인구와 주택에 관한 인구 조사에 따르면 따오이족의 인구는 34,960명으로 전국 인구의 0.07%를 차지한다. 현재 따오이족은 베트남과 라오스에 살고 있으며, 따오이족 주류가 살고 있는 라오스에서는 스스로를 따오이흐(Ta-oih)이라고 부르기도 한다. 따오이족의 또 다른 방계 집단을 파코(Paco 또는 Pa coh)라고 하는데, 이말은 "산맥 뒤에 사는 사람들"이라는 뜻이다. 씨족 집단과 결혼, 가족관계, 언어 등으로 미루어 볼 때 주로 꽝찌성 흐엉호아현에 사는 바히족들은 따오이족의 방계 집단으로 볼 수 있다.
냠사(Xa Nham)의 따오이족은 스스로를 따우옷족(Ta uot)이라고 부르지만, 후에시의 저지대에서 온 킨족들은 그들을 따오이족이라고 불렀다. 따우옷족들은 주로 산 중턱에 살며 산꼭대기에 드문드문 분포되어 있다.  화전을 일구는 것 외에도 면화 재배, 천과 양단 짜기, 의상에 유리구슬 바느질이나 조이기, 악기(북, 피리) 만들기 등에 능숙하다.
파코족(Paco)은 산기슭과 산기슭에 살고, 경사진 밭 경작지, 대나무와 등나무 직조에는 정통하지만, 천을 짜는 데는 능숙하지 않다. 그러나 그들은 옷과 옷, 대장간 상품, 아름다운 어깨 바구니, 다른 더 가치 있는 상품들과 꿀을 교환함으로써 이익을 얻는 좋은 무역상들이다.
바히족(Ba hi)은 저지대에 가까운 계곡에 살며 거래와 습작에 능통하다. 따라서, 타오이족은 그들 자신의 민족 집단과 하위 집단을 평가하고 분석하기 위해 지형, 환경 및 경제 활동의 다양한 요소와 그들의 다른 특성을 고려한다.

## 같이 보기
- 베트남의 민족